# Cynthia McKinney
Cynthia Ann McKinney (Atlanta, Georgia, 17 de marzo de 1955) es una política estadounidense del Estado de Georgia.
McKinney sirvió como una política del Partido Demócrata de la Cámara de representantes desde 1993 a 2003 y de 2005 a 2007, representando al cuarto distrito congresional de Georgia.
Dejó el Partido Demócrata en septiembre de 2007, y el 22 de octubre de 2007 rellenó una documentación en la FEC para crear un comité exploratorio para la campaña presidencial del Partido Verde de Estados Unidos.
En 2008 se convirtió en la candidata a la Presidencia de EE. UU. por el Partido Verde.
El 30 de junio de 2009 Cynthia partió rumbo a la Franja de Gaza en el carguero "Spirit of Humanity" junto a otros 21 activistas pro derechos humanos, siendo interceptados por la Marina de Israel, siendo todos los activistas detenidos y puestos en prisiones diferentes, en pequeñas celdas e incomunicados.